# Włocłavia Włocławek
Włocławski Klub Piłkarski Włocłavia Włocławek – polski klub piłkarski działający we Włocławku.

## Historyczne nazwy w kolejności od najstarszej
- Unia Włocławek
- [1958] Celuloza Włocławek[1]
- [1960] Włocławianka Włocławek
- [1961/62] fuzja ze Stalą (po wycofaniu się Jednostki Wojskowej z utrzymania Stali). Zespół przejął miejsce Stali w III lidze.
- [1974] Włocłavia Włocławek (po przyłączeniu Kujawiaka)[2]
- [1979] odłączenie się Kujawiaka
- Wisła Włocławek (Po rundzie jesienej 1996 zespół Wisły Włocławek wycofał się z rozgrywek i dokonano fuzji z zespołem Jagiellonki Nieszawa, a wyniki zostały anulowane przez PZPN)
- Jagiellonka/Vłocłavia Włocławek
- Włocłavia-Anwis Włocławek
- Włocłavia Włocławek

## Stadion

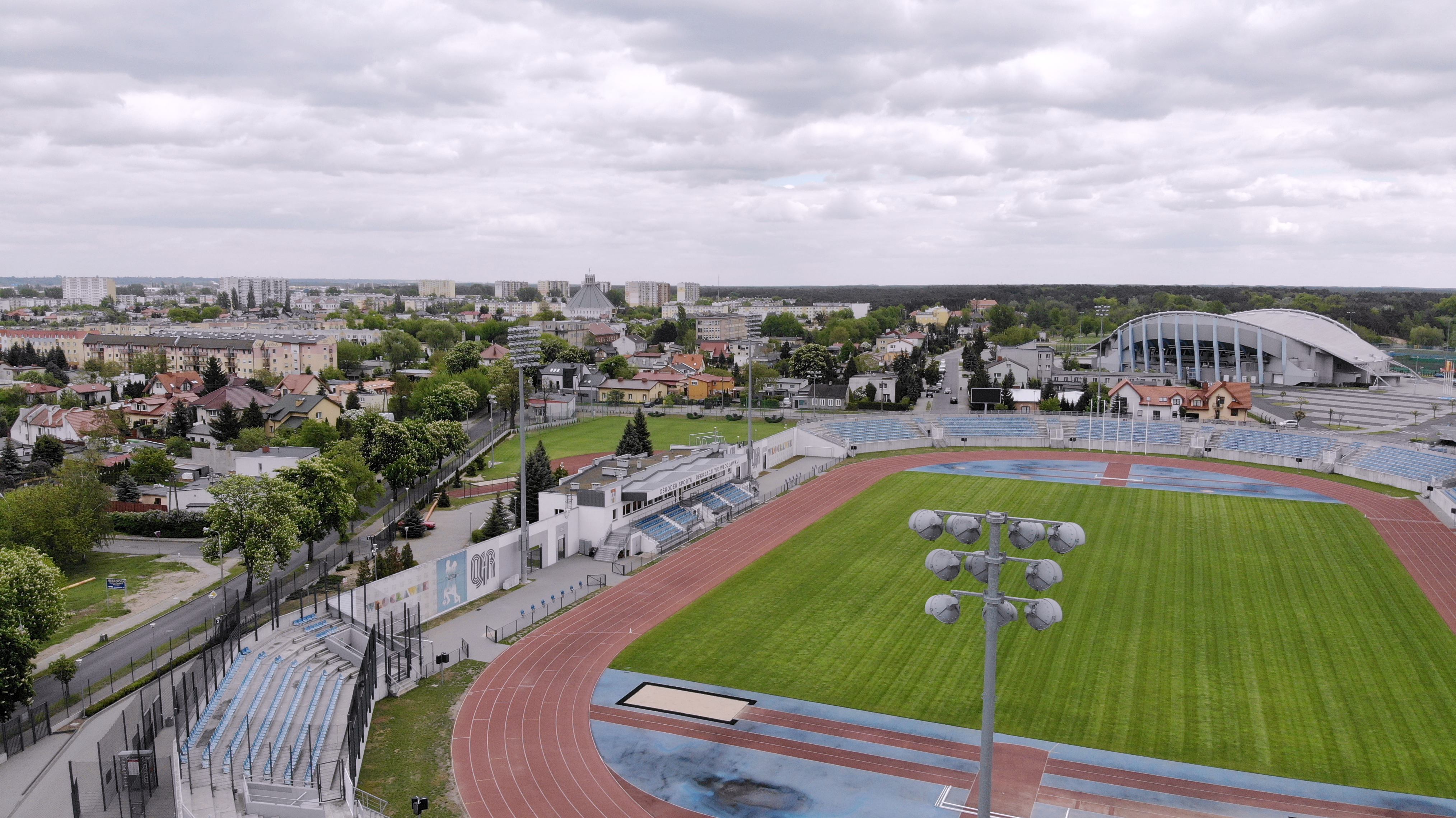
Zmodernizowany stadion OSiR

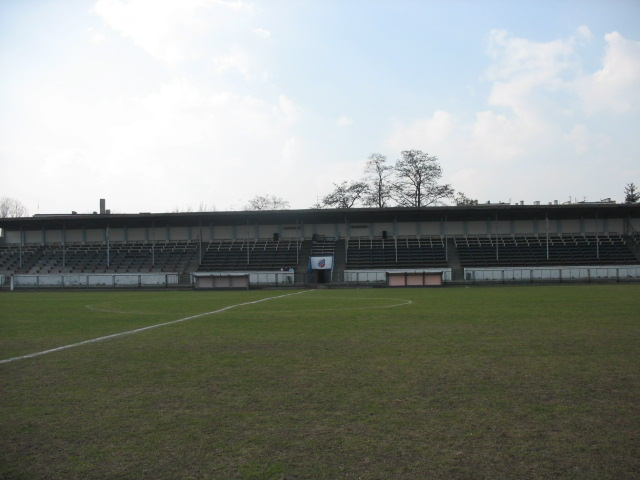
Dawny stadion Włocłavii przy ul. Chopina

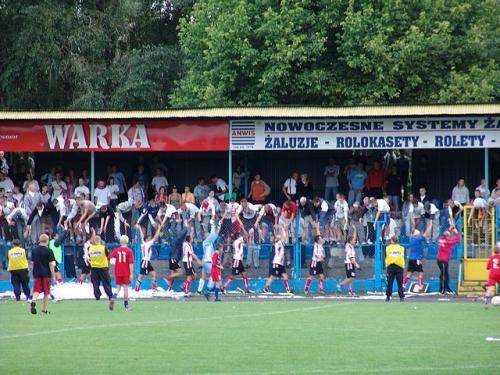
Kibice i piłkarze po meczu na stadionie OSiR (przed modernizacją stadionu)

Włocłavia posiadała własny obiekt przy ulicy Chopina 49/51 którego pojemność wynosiła 2.000 miejsc siedzących (wszystkie były zadaszone). Na walnym zebraniu WKP Włocłavia w dniu 21 grudnia 2015 roku członkowie klubu wyrazili zgodę na sprzedaż pozostałej części stadionu przy Chopina 49/51. Dzięki pieniądzom zarobionym ze sprzedaży swojego obiektu sportowego Włocłavia spłaciła swój dług wobec firmy Molewski (była to kwota około 600 tys. złotych).
Obecnie Włocłavia swoje mecze rozgrywa na przebudowanym stadionie OSiR, wcześniej był to obiekt który należał do lokalnego rywala Kujawiaka Włocławek, który wycofał się z rozgrywek po sezonie 2007/2008.

## Zarząd klubu
21 września 2020 skład zarządu prezentował się następująco:
- Prezes: Michał Wróblewski
- Wiceprezes: Mirosław Kasiński, Dariusz Pokrywczyński
- Członkowie Zarządu: Bartłomiej Daroszewski, Arkadiusz Różański